# Religia w województwie łódzkim
Religia w województwie łódzkim – artykuł zawiera listę kościołów i związków wyznaniowych działających na terenie województwa łódzkiego.

## Katolicyzm

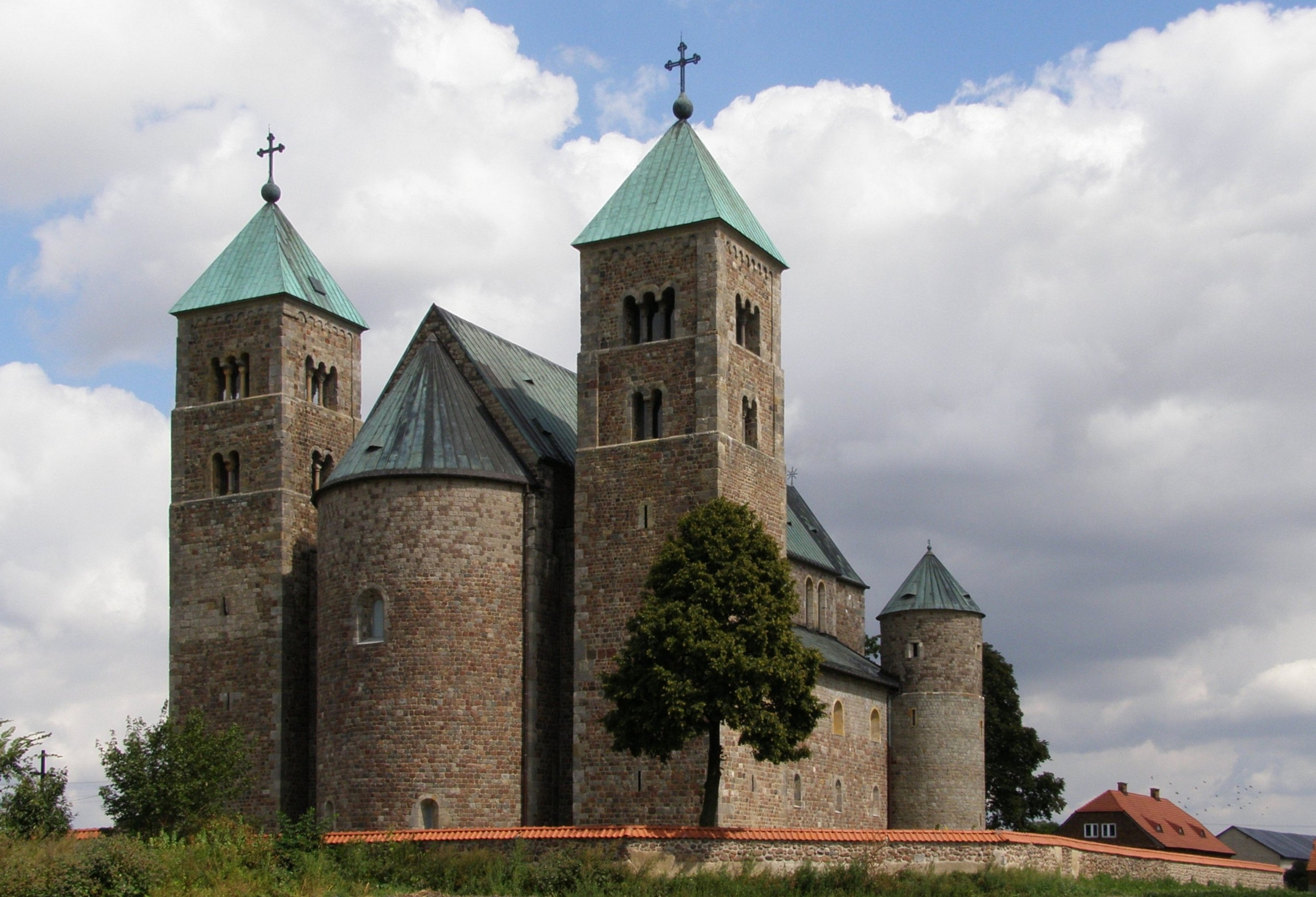
Archikolegiata Najświętszej Maryi Panny i św. Aleksego w Tumie koło Łęczycy

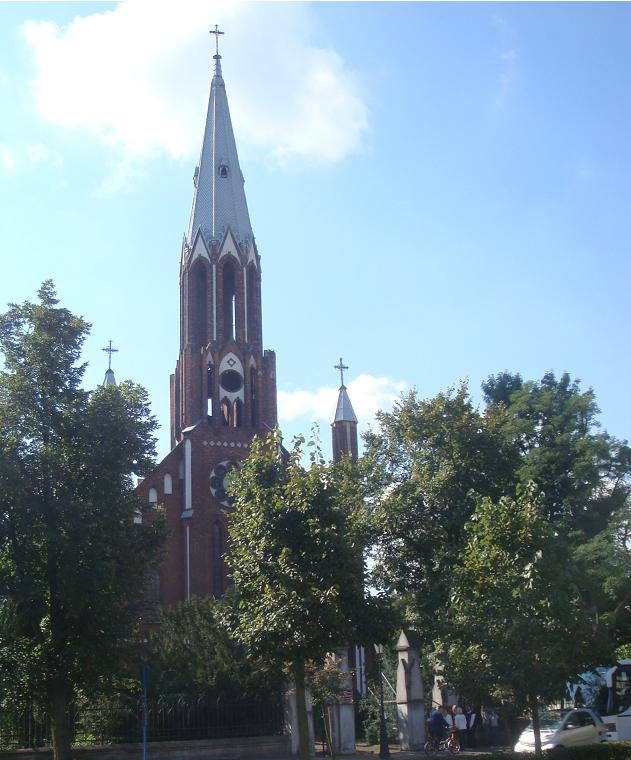
Kościół mariawicki Przenajświętszego Sakramentu w Łowiczu

### Kościół rzymskokatolicki
Obrządek łaciński
- Metropolia łódzka
  - Archidiecezja łódzka[1] – dekanaty: aleksandrowski; bełchatowski; brzeziński; koluszkowski; konstantynowski; łaski; Łódź-Bałuty; Łódź-Chojny-Dąbrowa; Łódź-Olechów; Łódź-Radogoszcz; Łódź-Retkinia-Ruda; Łódź-Stoki; Łódź-Śródmieście; Łódź-Teofilów-Żubardź; Łódź-Widzew; ozorkowski; pabianicki; piotrkowski; poddębicki; strykowski; szczercowski; tomaszowski; tuszyński; widawski; wolborski; zelowski; zgierski
  - Diecezja łowicka[2] (część) – dekanaty: Biała Rawska (część); Głowno; Krośniewice (część); Kutno – św. Michała Archanioła; Kutno – św. Wawrzyńca; Lubochnia; Łęczyca; Łowicz – Katedra; Łowicz – Św. Ducha; Mszczonów (część); Nowe Miasto nad Pilicą (część); Piątek; Rawa Mazowiecka; Sanniki (część – dwie parafie); Skierniewice – Najświętszego Serca Pana Jezusa (część); Skierniewice – św. Jakuba; Sochaczew – Matki Bożej Nieustającej Pomocy (część – jedna parafia); Żychlin (część – pięć parafii)
- Metropolia częstochowska
  - Archidiecezja częstochowska[3] (część) – dekanaty: Brzeźnica nad Wartą; Działoszyn; Gidle (część); Gorzkowice; Kodrąb; Mokrsko (część); Osjaków; Pajęczno (część); Radomsko – Najświętszego Serca Pana Jezusa; Radomsko – św. Lamberta; Rozprza; Sulmierzyce; Wieluń – Najświętszej Maryi Panny Pocieszenia; Wieluń – św. Wojciecha
  - Diecezja radomska[4] (część) – dekanaty: drzewicki (część); opoczyński; przedborski (część); tomaszowski; żarnowski (część)
- Metropolia poznańska
  - Diecezja kaliska[5] (część) – dekanaty: Błaszki (część); Bolesławiec; Koźminek (część); Lututów; Wieruszów; Złoczew
- Metropolia gnieźnieńska
  - Diecezja włocławska[6] (część) – dekanaty: chodecki (część); dobrski (część); kłodawski (część); sieradzki I; sieradzki II; szadkowski; uniejowski; warcki (część); zduńskowolski

Obrządek bizantyjsko-ukraiński
- Eparchia wrocławsko-gdańska
  - Dekanat wrocławski (część) – parafia: Łódź[7]

### Kościół Polskokatolicki
- Diecezja warszawska
  - Dekanat warszawsko-łódzki (część) – parafia: Łódź[8]

### Kościół Starokatolicki Mariawitów
- Diecezja śląsko-łódzka (część) – parafie: Dobra; Grzmiąca; Kadzidłowa; Lipka; Łowicz; Łódź; Nowa Sobótka (filia: Kutno); Pabianice; Piątek; Stryków; Wola Cyrusowa; Zgierz[9]

### Kościół Katolicki Mariawitów
- Kustodia płocka (część) – parafie: Dąbrówka Mała; Grzmiąca; Łowicz; Łódź; Niesułków; Poćwiardówka; Wola Cyrusowa; Zgierz; Zieleniew[10]

### Katolicki Kościół Narodowy w Polsce
- Parafia: Wieluń[11]

### Kościół Starokatolicki w RP

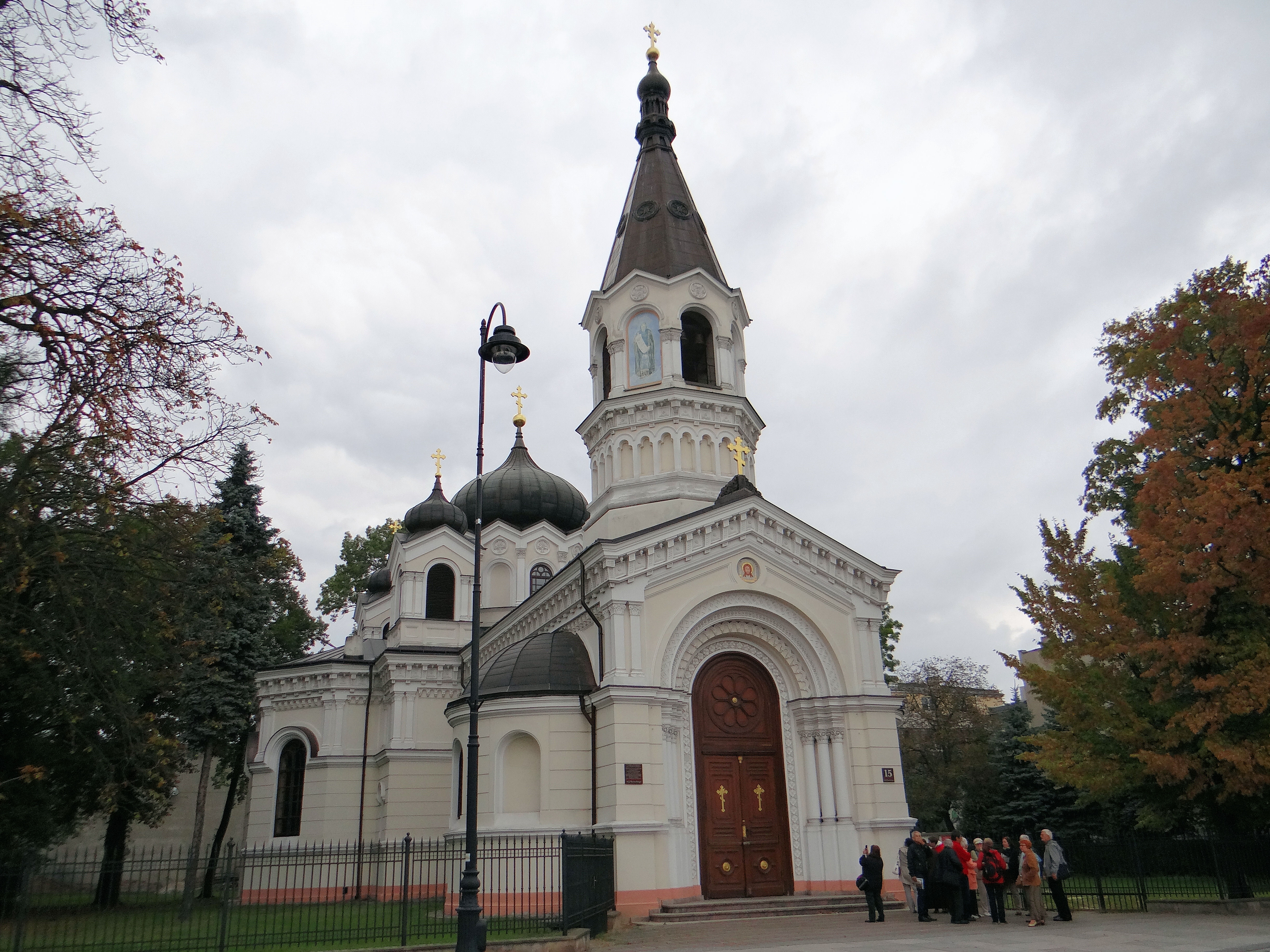
Cerkiew prawosławna Wszystkich Świętych w Piotrkowie Trybunalskim

- Parafia: Aleksandrów Łódzki; Łódź[12]

## Kościoły prawosławne

### Polski Autokefaliczny Kościół Prawosławny
- Diecezja łódzko-poznańska[13]
  - Dekanat Łódź (część) – parafie: Łódź (filia: Łódź – św. Olgi); Piotrków Trybunalski; na terenie dekanatu znajduje się też nieużytkowana obecnie kaplica grobowa w Orzeszkowie-Kolonii
  - Dekanat Kraków (część) – placówka: Chróścin (filia parafii w Częstochowie)

### Apostolski Kościół Ormiański
- Ośrodek: Łódź

## Kościoły protestanckie
- Kościół Zielonoświątkowy w RP

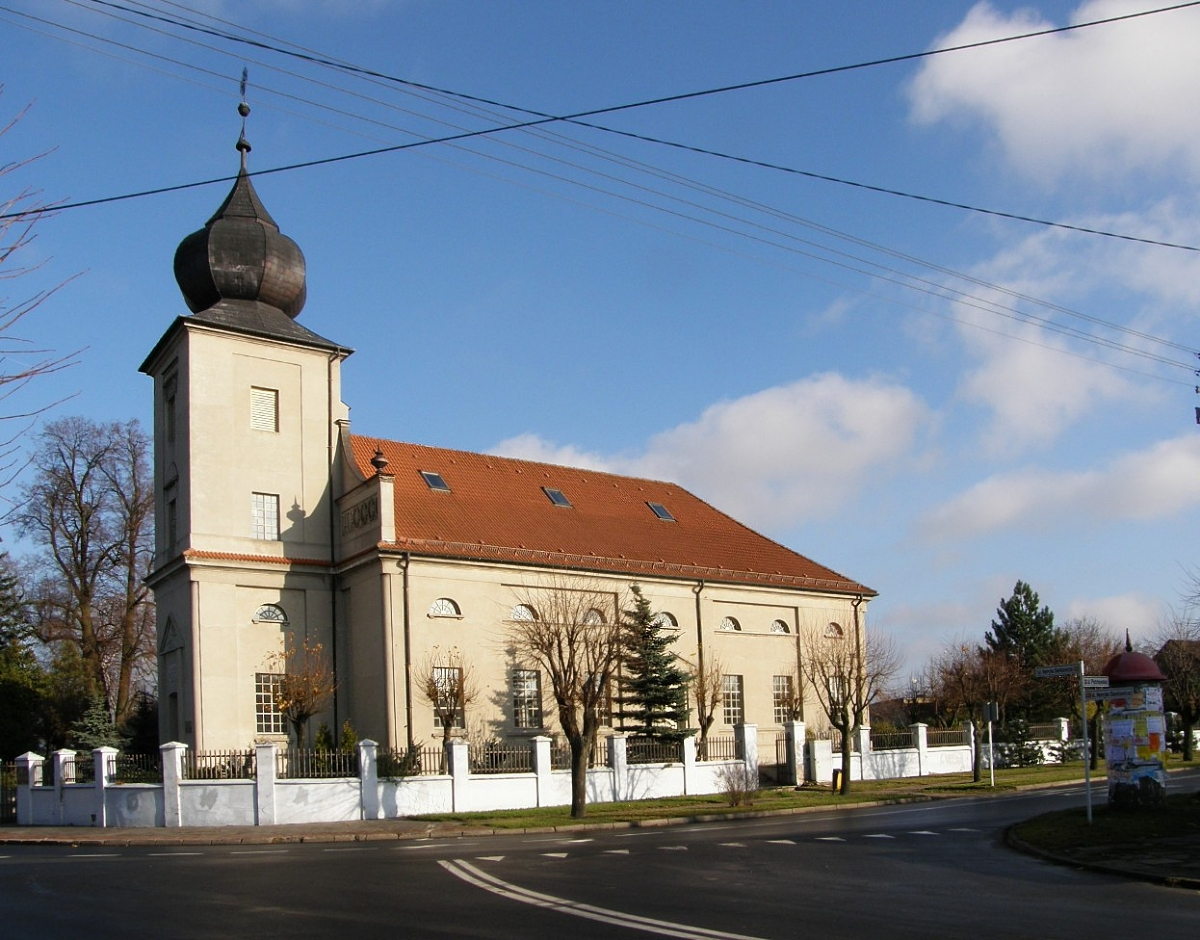
Kościół ewangelicko-reformowany w Zelowie

  - Okręg centralny (część) – zbory: Kutno; Konstantynów Łódzki; Łódź (2); Pabianice; Piotrków Trybunalski; Radomsko; Tomaszów Mazowiecki[14]
- Kościół Chrześcijan Baptystów w RP – zbory: Łódź; Zduńska Wola; Zelów; Zgierz (placówka)[15]
- Kościół Chrześcijan Wiary Ewangelicznej w RP – zbór: Łódź
- Kościół Boży – zbór: Łódź[16]
- Kościół Boży w Chrystusie – zbory: Bełchatów; Łódź; Piotrków Trybunalski; Skierniewice
- Kościół Adwentystów Dnia Siódmego – zbory: Bełchatów; Kutno; Łódź (Górna, Widzew); Wieluń; Zduńska Wola; Zgierz
- Kościół Ewangelicko-Metodystyczny w RP – zbory: Łódź; Pabianice[17]
- Kościół Ewangelicko-Augsburski w RP
  - Diecezja warszawska (część) – parafie: Aleksandrów Łódzki; Kutno (filiał: Łowicz); Łask; Łódź; Ozorków (filiał: Łęczyca); Pabianice; Piotrków Trybunalski (filiał: Kleszczów); Poddębice; Rawa Mazowiecka; Tomaszów Mazowiecki; Wieluń; Zduńska Wola (filiał: Sieradz); Zelów (filiał: Bełchatów); Zgierz
  - Diecezja pomorsko-wielkopolska (część) – filiał: Wieruszów (parafii w Kępnie)
- Kościół Ewangelicko-Reformowany w RP – parafie: Bełchatów; Kleszczów; Łódź; Zelów[18]
- Kościół Ewangelicznych Chrześcijan w RP – zbory: Głowno; Łódź (Soli Deo Gloria, Woda Życia); Piotrków Trybunalski
- Kościół Chrystusowy – zbór: Łódź
- Chrześcijańska Wspólnota Zielonoświątkowa – zbór: Łódź
- Kościół Chrześcijański „Jezus Żyje” – zbór: Kutno
- Kościół Chrześcijan Dnia Sobotniego – zbory: Łódź; Poddębice; Tomaszów Mazowiecki; Zduńska Wola[19]

## Restoracjonizm
- Świadkowie Jehowy – 8078 głosicieli (stan w 2011)[20] w województwie łódzkim, należących do 89 zborów (w tym zboru angielskojęzycznego, zboru i grupy języka migowego, zboru i grupy ukraińskojęzycznej, zboru rosyjskojęzycznego) (stan w grudniu 2022 roku)[21].
  - Zbory: Aleksandrów Łódzki, Bełchatów (3), Błaszki, Brzeziny k. Łodzi, Głowno (2), Jeziorsko, Koluszki, Konstantynów Łódzki (2), Kutno (2), Łask, Łęczyca, Łódź (29), Łowicz, Opoczno, Ozorków, Pabianice (3), Pajęczno, Piotrków Trybunalski (4), Poddębice, Przedbórz, Radomsko (2), Rawa Mazowiecka, Sieradz (2), Skierniewice, Tomaszów Mazowiecki (2), Tuszyn, Walichnowy, Warta, Wieluń (2), Wieruszów, Wiśniowa Góra, Zduńska Wola (2), Zelów, Zgierz (3), Żychlin.
  - Sala Zgromadzeń w Łodzi.
- Świecki Ruch Misyjny „Epifania” – zbory: Łódź; Piotrków Trybunalski[22]

## Judaizm

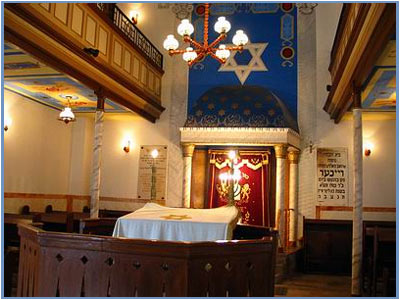
Wnętrze synagogi Reicherów

- Związek Gmin Wyznaniowych Żydowskich w RP – gmina: Łódź

## Buddyzm
- Buddyjski Związek Diamentowej Drogi Linii Karma Kagyu – ośrodek: Łódź[23][24]
- Szkoła Zen Kwan Um w Polsce – ośrodek: Łódź[25]

## Islam
- Liga Muzułmańska – gmina: Łódź

## Inne
- Kościół Jezusa Chrystusa Świętych w Dniach Ostatnich – zbór: Łódź